# ウィンズ オブ サンダー
『ウィンズ オブ サンダー』（Winds of Thunder）は、1993年4月23日に日本のハドソンから発売されたPCエンジンSUPER CD-ROM2(PCESCD)用横スクロールシューティングゲーム。日本国外版のタイトルは『Lords of Thunder』。

## 概要
同社の『ゲート オブ サンダー』（1992年）のスタッフがコアとなり作ったPCESCDソフト第2作目だが、前作はSF基調の世界観であったの対し、本作はファンタジー基調に変わった。ストーリー的な繋がりは一切無い。本作は主人公の剣士「ランディー」を操作し、「ガルド帝国軍」を倒して「暗黒神」の復活を阻止する事を目的としている。
開発はレッド・カンパニーおよびシーエイプロダクションが行い、プロデューサーは『ガンヘッド』（1989年）や『スターパロジャー』（1992年）を手掛けた青山英治が担当、ディレクターは『イースI・II』（1989年）を手掛けた松永智史が担当、音楽は後にセガサターン用ソフト『バッケンローダー』（1998年）やPlayStation用ソフト『快速天使』（1998年）を手掛けた宮下智が担当している。
1995年に北米・欧州にてメガCDの海外版（SEGA-CD/Mega-CD)に移植されたが、日本ではリリースされなかった。その後は原典であるPCESCD版が2008年にWii用ソフトとしてバーチャルコンソールにて、2010年にはPlayStation 3およびPlayStation Portable用ソフトとしてPCエンジンアーカイブスにて、2015年にはWii U用ソフトとしてバーチャルコンソールにて配信された。（現在はPCエンジンアーカイブスのみが新規にダウンロード・購入可能）

## ゲーム内容
各ステージ開始時にそれぞれ能力が異なる4種類ある鎧を選択し、種類によってサブショットや特性が変化する。また敵を倒す事で発生する「クリスタル」を入手する事により、ショップで各種アイテムを購入できるようになる。ハード的にBGが1枚しかないPCエンジン上で多重スクロールの演出を行っている点や、ヘヴィメタルを基調とした生演奏のCDサウンドを特徴としている。

## 移植版
| No. | タイトル               | 発売日                                   | 対応機種                                                    | 開発元                                        | 発売元                                          | メディア                                | 型式             | 備考                         |
| --- | ---------------------- | ---------------------------------------- | ----------------------------------------------------------- | --------------------------------------------- | ----------------------------------------------- | --------------------------------------- | ---------------- | ---------------------------- |
| 1   | Lords of Thunder       | 1995年                                   | SEGA CD(NA) Mega-CD(EU)                                     | ハドソン イレブン                             | - セガオブアメリカ - ヴァージンインタラクティブ | CD-ROM                                  | 4450 T-143035-50 |                              |
| 2   | ウィンズ オブ サンダー | 2008年6月10日 2008年2月11日 2008年2月8日 | Wii                                                         | レッド・カンパニー （シーエイプロダクション） | ハドソン                                        | ダウンロード （バーチャルコンソール）   | -                | 2019年1月31日配信・販売終了  |
| 3   | ウィンズ オブ サンダー | 2010年8月18日                            | PlayStation 3 PlayStation Portable (PlayStation Network)    | レッド・カンパニー （シーエイプロダクション） | ハドソン                                        | ダウンロード （PCエンジンアーカイブス） | -                |                              |
| 4   | ウィンズ オブ サンダー | 2015年10月21日 2017年11月9日             | Wii U                                                       | レッド・カンパニー （シーエイプロダクション） | KDE                                             | ダウンロード （バーチャルコンソール）   | -                | 2023年3月28日 配信・販売終了 |
| 5   | LORDS OF THUNDER       | 2020年3月19日                            | PCエンジン mini TurboGrafx-16 mini PC Engine CoreGrafx mini | エムツー ※ 移植開発担当                       | KDE ※ 本体の販売元                              | プリインストール                        | -                | 販売地域を問わず北米版を収録 |

SEGA CD/Mega-CD版
海外圏でのみ販売された事から文字表記と音声が異なるが、ゲーム映像自体はオリジナル版と概ね同様（原典の機種とは同時発色数の性能差が異なるため若干減色されている程度）。BGMはギターサウンドを強調したアレンジ仕様になっている。
PCエンジン mini収録版
コナミデジタルエンタテインメント（KDE）が2020年3月19日にリリースした、PCエンジン系ソフト約50作品をプリインストールした復刻系ゲーム機。外見こそは初代PCエンジンを模したものだがCD-ROM2ソフトもいくつか収録されており、この中の一つとして、本作の北米版『LORDS OF THUNDER』が収録された。

## スタッフ
- オリジナル・プラン：K.NAKAZAWA、レッド・カンパニー
- キャラクター・デザイン：K.NAKAZAWA
- ゲーム・システム：レッド・カンパニー
- メイン・プログラム：NINNIKI.NIN
- サブ・プログラム：OWA.CHAN
- グラフィック・デザイン：METAL、SHELL、IDOL
- パッケージデザイン：士郎正宗
- プロデューサー：青山英治、M.KOBAYASHI
- ディレクター：松永智史
- ショーグン：門脇光弘
- スーパーバイザー：T.HORIO、K.MIYAMOTO
- スペシャル・サンクス：T.KAWADA、A.YAMASHITA、E.YAMAMOTO、湯沢河童、伊井人
- スーパー・アシスト：なかむらのりあき
- 音楽プロデュース：T'sミュージック
- 音楽：GROOVE KING（宮下智）

## 評価
- ゲーム誌『ファミコン通信』の「クロスレビュー」では6・7・6・7の合計26点（満40点）[10]、『月刊PCエンジン』では90・90・90・85・85の平均88点（満100点）、『電撃PCエンジン』では80・90・80・90の平均85点（満100点）、『PC Engine FAN』の読者投票による「ゲーム通信簿」での評価は以下の通りとなっており、23.76点（満30点）となっている[11]。また、この得点はPCエンジン全ソフトの中で53位（485本中、1993年時点）となっている[11]。

| 項目 | キャラクタ | 音楽 | 操作性 | 熱中度 | お買得度 | オリジナリティ | 総合  |
| 得点 | 3.84       | 4.33 | 3.83   | 4.00   | 3.85     | 3.91           | 23.76 |

- ゲーム本『懐かしゲーム機大百科 PCエンジン完全ガイド 1987-1999』では、スクロールがスピーディーである事や多重スクロールに関して「驚かされる」と称賛した[1]。またBGMに関しては「質のいいメタルという独特な雰囲気が魅力」と肯定的に評価したが、ゲーム内の世界観がファンタジーである事から違和感も感じると指摘した[1]。